# Bernard Baron
Pour les articles homonymes, voir Baron.
Bernard Baron (Paris, 1696 – Londres, 1762) est un graveur français ayant effectué l'essentiel de sa carrière en Angleterre. Principalement graveur de reproduction, il utilise la technique de l'eau-forte.

## Biographie
Bernard Baron est né à Paris en 1696. Il est le fils de Laurent Baron, graveur, et de son épouse Aveline. Il étudie auprès de son beau-père Nicolas-Henri Tardieu.
En 1712, il déménage à Londres à l'invitation de Claude Dubosc pour l'assister dans ses gravures de reproduction de la peinture murale de Louis Laguerre, à la Marlborough House. Il fait partie des graveurs français ayant réalisé une série de gravures d'après les peintures de James Thornhill dans le dôme de la cathédrale Saint-Paul de Londres, et, plus tard, il assiste Dubosc et Nicolas Dorigny pour leurs gravures d'après les Cartons de Raphaël, travaille achevé en 1720. En 1724, Baron grave huit plaques de la Vie d'Achille d'après Rubens.
En 1729, il rentre temporairement à Paris, où il grave quatre plaques pour le Recueil Jullienne, une collection de 271 gravures d'après des peintures d'Antoine Watteau et des décorations commandées par le fabricant textile, graveur et collectionneur Jean de Jullienne, publié en 1735. Certains historiens de l'art suggèrent qu'un dessin de Watteau d'un graveur en train de travailler, dans la collection du British Museum, est un portrait de Bernard Baron. Il a aussi gravé une plaque d'après Titien pour le Recueil Crozat, une collection d'estampes d'après des peintures italiennes conservées dans des collections françaises, publié en 1742.
En 1734, il porte un témoignage au comité de la Chambre des communes du Royaume-Uni qui a mené à l'Engraving Copyright Act, la loi réglementant le droit d'auteur sur les gravures.
En 1735, Baron fait partie d'un groupe d'artistes importants représentés dans la peinture de Gawen Hamilton, A Conversation of Virtuosis... at the Kings Arms,.
Il est l'un des quatre graveurs français employés par William Hogarth pour réaliser des plaques pour sa série Marriage A-la-Mode ainsi que Four Times of the Day. Il a aussi gravé des portraits d'après Hogarth et Allan Ramsay, et autres œuvres d'après Hans Holbein, Rubens, Antoine van Dyck et Daniel Teniers.
Bernard Baron meurt à Londres le 24 janvier 1762. Son fils Bernard hérite de ses plaques, et à la mort de ce dernier, l'éditeur et graveur John Boydell les achète.

## Œuvre
Bernard Baron a principalement œuvré comme graveur de reproduction. Au XVIIIe siècle, Joseph Strutt décrit le style de Baron comme « léger et grossier, sans grands effets », ajoutant que « son dessin est souvent très efficace ».

### Portraits

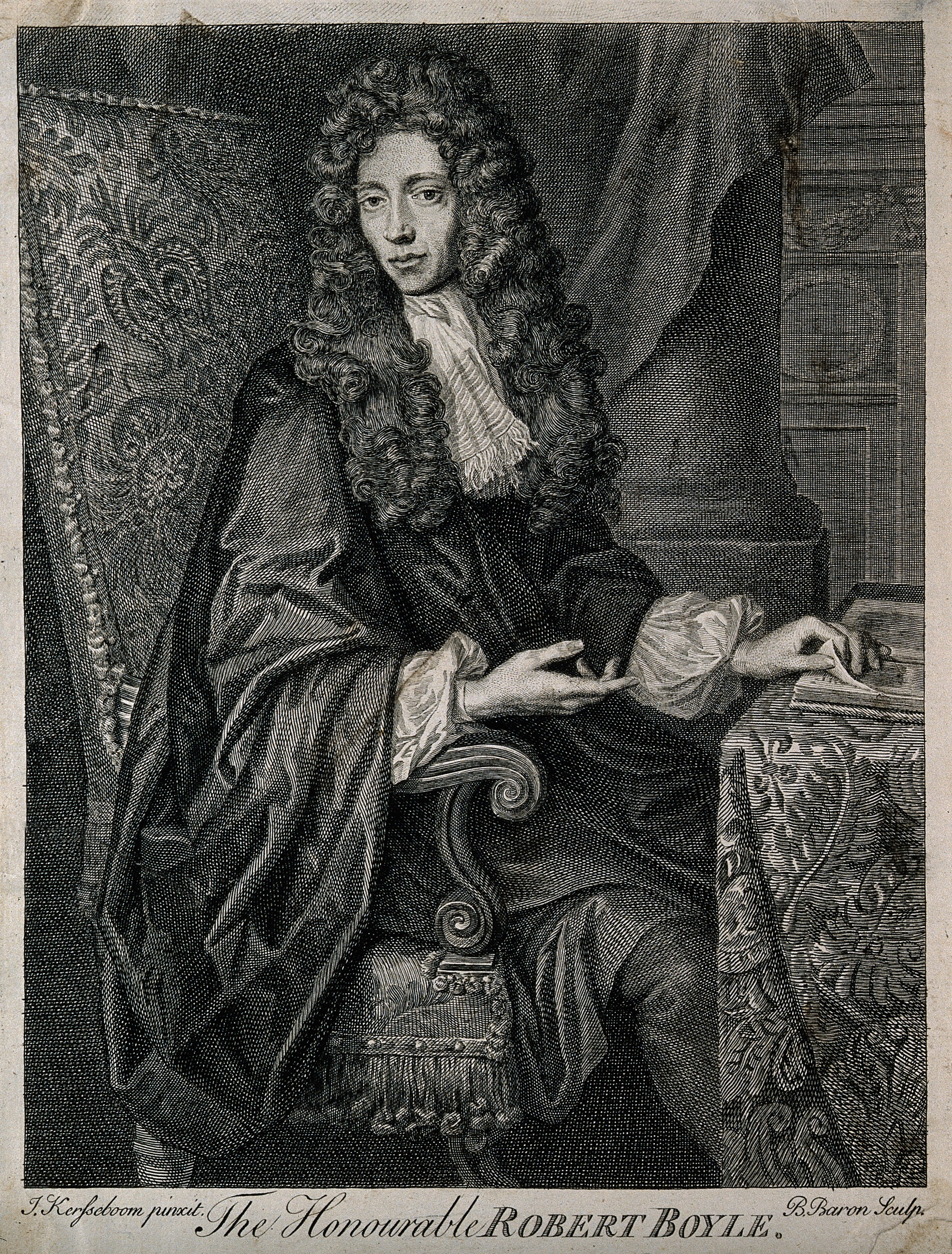
Portrait of The Honourable Robert Boyle, d'après

- King Charles I on Horseback, with the Duke d'Epernon, d'après Antoine van Dyck
- Charles I and Queen, with their two Sons, d'après Van Dyck
- The Nassau Family, d'après une peinture de la collection d'Earl Cowper (en), de Van Dyck
- The Pembroke Family, d'après une peinture à la Wilton House, de Van Dyck
- Henry VIII granting the Charter to the Barber-Surgeons' Company, d'après Holbein
- Robert, Earl of Carnarvon et Anna Sophia, Countess of Carnavon, tous les deux d'après Van Dyck
- George, Prince of Wales, on Horseback, d'après Joseph Antony Adolph (en)
- Cornells van Tromp, Vice-Admiral of Holland, d'après John Vanderbank
- Dr. Mead, d'après Allan Ramsay
- The Lord Chancellor Hardwick, d'après Allan Ramsay
- The Lord Chief Justice Reve, d'après Jacopo Amigoni.
- The Cornaro Family, d'après une peinture de la collection du duc de Northumberland, de Titien
- Benjamin Hoadly, Bishop of Winchester, d'après William Hogarth
- Portrait of The Honourable Robert Boyle, d'après Johann Kerseboom (en)

### D'après d'autres peintures

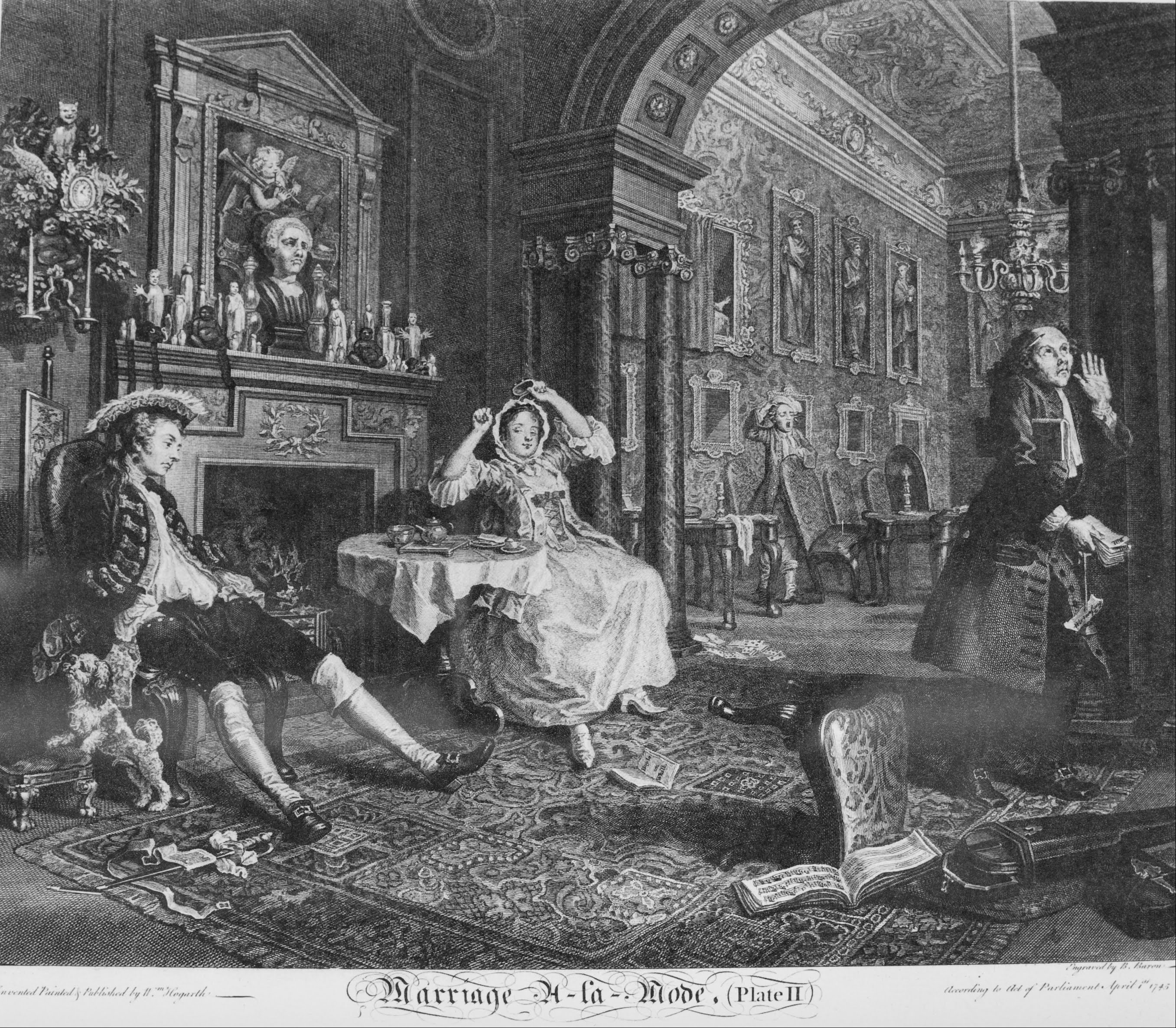
Early in the Morning, plaque no 2 de Marriage-à-la-mode de William Hogarth.

- Neuf plaques de la Vie d'Achille, d'après Rubens
- Belisarius, d'après un tableau considéré alors comme étant de Van Dyck
- Charles I escaping from Hampton Court, d'après Peter Angelis
- Jupiter and Antiope, d'après Titien, pour la collection Crozat[c]
- Pan and Syrinx, d'après Nicolas Bertin
- The Card-players et The Temptation of St. Anthony d'après Teniers
- The Italian Comedians, The Companion, The Two Cousins, Soldiers plundering a Village et The Peasants revenged, d'après Watteau[d]
- St. Cecilia, d'après Carlo Dolci
- Moses exposed on the Nile, d'après Eustache Le Sueur
- Deux plaques d'après Marriage-à-la-mode de William Hogarth